# 크레아틴 인산화효소
크레아틴 인산화효소(Creatine kinase, CK; Creatine phosphokinase, CPK)는 다양한 종류의 조직과 세포에서 발현되는 효소(EC 2.7.3.2)이다.
CK는 크레아틴의 전환을 촉매하고 아데노신 삼인산(ATP)을 사용하여 크레아틴 인산(PCr)과 아데노신 이인산(ADP)을 생성한다. 이러한 CK 효소 반응은 가역적이며, 따라서 ATP는 PCr 및 ADP로부터 생성될 수 있다.

## 같이 보기
- 혈액 검사의 참고 기준치